# Aleksandar Kolarov
Aleksandar Kolarov (serbisk kyrilliska: Александар Коларов), född 10 november 1985 i Belgrad, Jugoslavien (nuvarande Serbien), är en serbisk före detta fotbollsspelare. 

## Klubbkarriär
Kolarov inledde sin professionella karriär i den serbiska klubben FK Čukarički Stankom 2004 och hann även spela för OFK Beograd innan han flyttade utomlands för spel i italienska SS Lazio 2007. Efter 82 ligamatcher och sex ligamål för Lazio värvades han av Manchester City sommaren 2010 i en övergång värd 16 miljoner pund.
I juli 2017 värvades Kolarov av Roma, där han skrev på ett treårskontrakt. Den 8 september 2020 värvades Kolarov av Inter.

## Landslagskarriär
Kolarov debuterade för det serbiska landslaget 2008 och representerade Serbien vid VM 2010 samt VM 2018.

## Meriter

### I klubblag
SS Lazio
- Coppa Italia (1): 2008–09
- Supercoppa Italiana (1): 2009

 Manchester City
- Premier League (2): 2011–12, 2013–14
- FA-cupen (1): 2010–11
- Engelska Ligacupen (2): 2013–14, 2015–16
- FA Community Shield (1): 2012

 Inter
- Serie A (1): 2020–21
- Coppa Italia (1): 2021–22
- Supercoppa Italiana (1): 2021

### Individuellt
- Årets bästa serbiska fotbollsspelare: 2011
- Årets lag i Serie A: 2018–2019
- AS Roma Årtiondets lag: 2010–2020